# Dendrobium amoenum
Dendrobium amoenum es una especie de orquídea originaria de Asia.

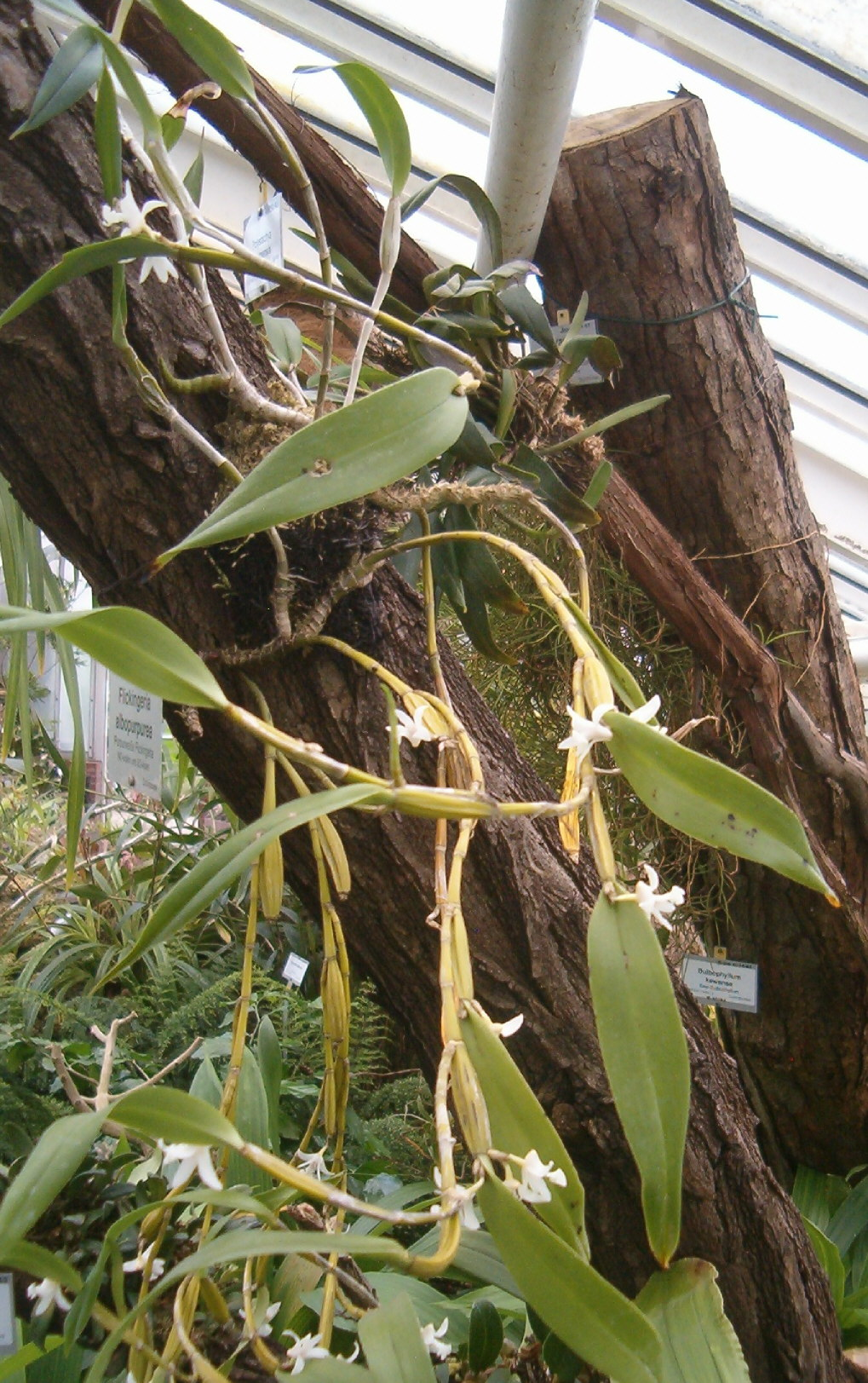
Vista de la planta

## Descripción
Es una orquídea de tamaño grande, con hábitos de epífita y con tallos delgados colgantes con nodos espesos que llevan muchas hojas, de color verde pálido, hojas caducas, linear a oblongo-lanceoladas, estrechas,  onduladas que son apicales. La floración se produce en el final de la primavera en una corta inflorescencia, axilar, con una a pocas flores, en forma de racimo que emerge de los nodos sin hojas superiores y la presenta flores fragantes violetas que pueden o no pueden abrirse completamente. Necesitan una disminución de agua y fertilizantes en los meses de invierno, pero no mantenerlas secas. Están mejor montadas para acomodar el hábito de crecimiento colgante de los tallos florales pero un abundante riego debe ocurrir todos los días en los meses más calurosos del verano.

## Distribución y hábitat
Se encuentran en el Himalaya occidental, la India, Assam, el este de Himalaya, Nepal, Bután, Sikkim, Bangladés y Birmania en valles tropicales y bosques de roble en elevaciones de 660 a 2.000 metros, se encuentra en la base de los árboles donde mantienen la humedad y tienen menos fluctuaciones de temperatura.

## Taxonomía
Dendrobium amoenum fue descrita por Wall. ex Lindl.  y publicado en Muelleria 29: 66 2011
Etimología
Dendrobium: nombre genérico que procede de la palabra griega (δένδρον) dendron = "tronco, árbol" y (βιος) Bios = "vida", en resumen significa "viven sobre los troncos de los árboles" (por su naturaleza epifita).
amoenum: epíteto latino que significa "agradable".
Sinonimia
- Callista amoena (Wall. ex Lindl.) Kuntze
- Dendrobium egertoniae Lindl.
- Dendrobium mesochlorum Lindl.[3][4]